# Le Mesnil-en-Vallée
Le Mesnil-en-Vallée és un municipi francès situat al departament de Maine i Loira i a la regió de País del Loira. L'any 2007 tenia 1.452 habitants.

## Demografia

### Població
El 2007 la població de fet de Le Mesnil-en-Vallée era de 1.452 persones. Hi havia 517 famílies de les quals 117 eren unipersonals (77 homes vivint sols i 40 dones vivint soles), 174 parelles sense fills, 218 parelles amb fills i 8 famílies monoparentals amb fills.
La població ha evolucionat segons el següent gràfic:
Habitants censats

### Habitatges
El 2007 hi havia 558 habitatges, 523 eren l'habitatge principal de la família, 11 eren segones residències i 25 estaven desocupats. 510 eren cases i 33 eren apartaments. Dels 523 habitatges principals, 398 estaven ocupats pels seus propietaris, 119 estaven llogats i ocupats pels llogaters i 5 estaven cedits a títol gratuït; 3 tenien una cambra, 30 en tenien dues, 93 en tenien tres, 108 en tenien quatre i 288 en tenien cinc o més. 399 habitatges disposaven pel capbaix d'una plaça de pàrquing. A 214 habitatges hi havia un automòbil i a 257 n'hi havia dos o més.

### Piràmide de població
La piràmide de població per edats i sexe el 2009 era:
| Homes | Edats   | Dones |
| ----- | ------- | ----- |
| 0     | 95 o +  | 0     |
| 8     | 90 a 94 | 4     |
| 0     | 85 a 89 | 20    |
| 20    | 80 a 84 | 4     |
| 24    | 75 a 79 | 16    |
| 16    | 70 a 74 | 32    |
| 48    | 65 a 69 | 24    |
| 36    | 60 a 64 | 40    |
| 20    | 55 a 59 | 20    |
| 28    | 50 a 54 | 36    |
| 60    | 45 a 49 | 36    |
| 60    | 40 a 44 | 44    |
| 76    | 35 a 39 | 60    |
| 40    | 30 a 34 | 48    |
| 32    | 25 a 29 | 28    |
| 56    | 20 a 24 | 28    |
| 68    | 15 a 19 | 52    |
| 60    | 10 a 14 | 36    |
| 48    | 5 a 9   | 32    |
| 44    | 0 a 4   | 24    |

## Economia
El 2007 la població en edat de treballar era de 909 persones, 657 eren actives i 252 eren inactives. De les 657 persones actives 607 estaven ocupades (349 homes i 258 dones) i 50 estaven aturades (24 homes i 26 dones). De les 252 persones inactives 58 estaven jubilades, 64 estaven estudiant i 130 estaven classificades com a «altres inactius».

### Ingressos
El 2009 a Le Mesnil-en-Vallée hi havia 552 unitats fiscals que integraven 1.457 persones, la mediana anual d'ingressos fiscals per persona era de 15.690 €.

### Activitats econòmiques
Dels 53 establiments que hi havia el 2007, 2 eren d'empreses alimentàries, 2 d'empreses de fabricació d'altres productes industrials, 14 d'empreses de construcció, 8 d'empreses de comerç i reparació d'automòbils, 3 d'empreses de transport, 5 d'empreses d'hostatgeria i restauració, 1 d'una empresa immobiliària, 4 d'empreses de serveis, 8 d'entitats de l'administració pública i 6 d'empreses classificades com a «altres activitats de serveis».
Dels 17 establiments de servei als particulars que hi havia el 2009, 1 era un taller de reparació d'automòbils i de material agrícola, 2 paletes, 4 guixaires pintors, 3 fusteries, 2 lampisteries, 1 electricista, 3 perruqueries i 1 restaurant.
Dels 2 establiments comercials que hi havia el 2009, 1 era una botiga de menys de 120 m² i 1 una fleca.
L'any 2000 a Le Mesnil-en-Vallée hi havia 30 explotacions agrícoles que ocupaven un total de 1.364 hectàrees.

## Equipaments sanitaris i escolars
El 2009 hi havia 1 farmàcia i 1 ambulància.
El 2009 hi havia una escola elemental.

## Poblacions més properes
El següent diagrama mostra les poblacions més properes.